# Nikolaus zu Dohna-Schlodien
Nikolaus Paul Richard Burggraf und Graf zu Dohna-Schlodien (ur. 5 kwietnia 1879 w Mallmitz, zm. 21 sierpnia 1956 w Baierbach) – oficer Kaiserliche Marine, dowódca rajdera SMS „Möwe”, pisarz.

## Życiorys
Nikolaus Paul Richard zu Dohna-Schlodien urodził się 5 kwietnia 1879 roku w Mallmitz (obecnie Małomice w Polsce) jako syn Alfreda Fabiana Wilhelma Theodora zu Dohna-Schlodien (1849 – 1907) i Margarethe née von der Hagen (1845 – 1932).
Wstąpił do marynarki w 1896 roku, został porucznikiem drugiej klasy w 1899 i porucznikiem pierwszej klasy w 1902 roku. Po powstaniu bokserów służył na SMS „Tiger” we Wschodniej Azji w latach 1901–1902. Następnie został dowódcą kanonierki SMS „Tsingtau”, którą dowodził w latach 1910–1912. W 1913 roku został nawigatorem na SMS „Posen” i został awansowany do stopnia Korvettenkapitän.

### I wojna światowa
W 1915 roku transporter bananów „Pungo” firmy F. Laeisz został przerobiony na stawiacz min i krążownik pomocniczy, zmieniono jego nazwę na „Möwe”, a dowódcą został Dohna-Schlodien. W związku z wielkimi sukcesami tego okrętu, Dohna i jego załoga stali się niemieckimi bohaterami wojennymi, takimi jak załogi „Wolfa” (dowódca Karl August Nerger) i „Seeadlera” (dowódca Felix von Luckner, który notabene służył na „Möwe” przed objęciem dowództwa na „Seeadlerze”). W 1917 roku powstał film o wyczynach Dohny, a sam Dohna został przedstawiony kajzerowi Wilhelmowi II.

### Późniejsze życie
Po zakończeniu I wojny światowej Dohna dowodził Freikorps podczas powstań śląskich i odszedł z marynarki w 1919 roku. Pracował w Hamburgu jako kupiec, a w latach 30. przeniósł się do Baierbach, gdzie zmarł w 1956 roku.
Wziął ślub z Hildą von Reichenau, wdową po jego dobrym przyjacielu, kapitanie Hansie von Laffercie, dowódcy krążownika pomocniczego „Leopard”, który zginął w czasie akcji 16 marca 1917. Hilda miała jedną córkę z pierwszym mężem, Marion von Laffert (zm. 1962), a z Nikolausem kolejne dwie, Hilda-Maria Cläre Elisabeth Oberländer (ur. 04.08.1922 Hamburg) i Margarethe Nora Clementine Roberts (ur. 28.06.1919 Żagań - zm. 07.10.2007 Tucson, Arizona).
Dohna-Schlodien był dobrze pamiętany i szanowany przez brytyjskich marynarzy. Zawsze starał się ratować wszystkich członków załogi statku, który zatopił. Kiedy alianci zajęli Bawarię, rodzina Dohny-Schlodiena traktowana była z respektem. Alianccy generałowie wydali specjalnie instrukcje, by nie niepokoić rodziny i pozwolić im pozostać wolnymi w czasie okupacji.

## Odznaczenia
Nikolaus Graf zu Dohna-Schlodien był jednym z dwóch niemieckich oficerów w czasie I wojny światowej, którzy otrzymali najwyższe wojskowe odznaczenia w pięciu głównych niemieckich landach (drugim był Karl August Nerger):
- Pour le Mérite (Prusy)
- Order Maksymiliana Józefa (Bawaria)
- Order Wojskowy Świętego Henryka (Saksonia)
- Order Zasługi Wojskowej (Wirtembergia)
- Order Zasługi Wojskowej Karola Fryderyka (Baden)
- Krzyż Żelazny I i II klasy

## Publikacje
- S. M. S. Möwe. Perthes, Gotha 1916
- Der Möwe zweite Fahrt. Perthes, Gotha 1917
- Der Möwe Fahrten und Abenteuer. Erzählt von ihrem Kommandanten. Perthes, Stuttgart 1927 (pierwsze publikacje w 1916 i 1917)